# Верейка (деревня)
Верейка — деревня в муниципальном округе Егорьевск Московской области России. 

## География
Расположена в 18 километрах от города Егорьевск и в 110 километрах от Москвы.

## История
Возник в 1934 году как рабочий посёлок торфодобытчиков, поставлявших топливо на текстильные предприятия Егорьевска.
1 июля 1934 года ВЦИК постановил образовать рабочий посёлок на территории торфоразработок «Вождь пролетариата», Егорьевского района, включив в его состав центральный населённый пункт при торфопредприятии и населённые пункты № 2, 3 и 4.
Первоначально был назван Вождь Пролетариата в честь 10-летней годовщины со дня смерти В. И. Ленина. Местные жители, однако, предпочитали называть посёлок Торфоболото. Через посёлок в 1930—60-е годы проходила узкоколейная железная дорога Шатура — Егорьевск. В 2001 году утратил статус посёлка городского типа и стал именоваться деревней Верейка.
На данный момент добыча торфа не осуществляется. Торфяные карьеры затоплены.
До 2015 года входила в Саввинское сельское поселение.
В 2015 году вошла в состав городского округа Егорьевск, образованного в том же году путем упразднения Егорьевского района и объединения всех его поселений в единый городской округ.

## Демография
Население — 615 человек (2010).
| 1939 | 1959  | 1970 | 1979 | 1989 | 2002 |
| ---- | ----- | ---- | ---- | ---- | ---- |
| 1158 | ↗1192 | ↘840 | ↘677 | ↘588 | ↘477 |
| 2006 | 2010  |      |      |      |      |
| ↘475 | ↗615  |      |      |      |      |